# Phytocoris calli
Phytocoris calli är en insektsart som beskrevs av Knight 1934. Phytocoris calli ingår i släktet Phytocoris och familjen ängsskinnbaggar. Inga underarter finns listade i Catalogue of Life.